# Anchoa belizensis
Anchoa belizensis är en fiskart som först beskrevs av Jamie E. Thomerson och Greenfield, 1975.  Anchoa belizensis ingår i släktet Anchoa och familjen Engraulidae. Inga underarter finns listade i Catalogue of Life.